# Keet Zwenke
Cornelia Toppen (Beekbergen, 1730 - Rotterdam, 6 maart 1800), vooral bekend als Keet Zwenke, was een Nederlandse prinsgezinde vrouw. Samen met de bekendere Kaat Mossel, was Keet Zwenke een van de leiders van het prinsgezinde volksverzet in 1783 en 1784 te Rotterdam.

## Leefsituatie
Op 28 oktober 1755 trouwde Keet Zwenke met de Rotterdamse binnenschipper Jan Reijnier Zwenke. Ze kregen vijf dochters en een zoon. Zwenke was een uitdraagster en tapster in het Achterklooster, een Rotterdamse volksbuurt.

## Patriotten en prinsgezinden
De jaren tachtig van de achttiende eeuw kenmerkten zich door politieke spanningen tussen aanhangers van stadhouder Willem V en de patriotten, kritische burgers die meer politieke inspraak wilden en de stadhouder verantwoordelijk hielden voor het verval van de Republiek. De patriotten richtten vrijkorpsen op, verenigingen van burgers die zich wapenden, met als doel de macht over te nemen. De orangisten of prinsgezinden waren tegenstanders van de patriotten en steunden de stadhouder.

## De situatie in Rotterdam
Keet Zwenke en Kaat Mossel speelden een belangrijke rol bij de opstanden van het Oranjevolk in Rotterdam. Ze kozen de verjaardag van stadhouder Willem V, 8 maart 1783, om openlijk hun steun aan hem te betuigen. In de dagen voor deze verjaardag trok het Oranjevolk langs de huizen van de welgestelde burgerij en eisten dat ze financieel bijdroegen aan de feestkosten. Personen zonder voldoende oranje versiering werden lastiggevallen, wat als bedreigend werd ervaren. 
Drie dagen na de verjaardagsviering verzochten 113 burgers de magistraten om toestemming om een militie op te richten, omdat de schutterij niet in staat was hun veiligheid te waarborgen.
Begin 1784 werd de patriottische militie geïntegreerd in de Rotterdamse schutterij. Deze militie werd veelvuldig lastiggevallen door orangistische groepen. In het voorjaar van 1784 escaleerde de situatie, en tijdens een confrontatie in de nacht van 3 op 4 april 1784 verloren vier aanhangers van de stadhouder hun leven.

## Arrestatie
In september 1784 werd Zwenke gearresteerd wegens verdenking van betrokkenheid bij de onlusten. Tijdens haar gevangenschap ondervroeg een onderzoekscommissie haar over haar rol. Ze deelde kosteloos oranje lintjes uit, wat haar in de ogen van de commissie verdacht maakte. De commissie vroeg zich af hoe Keet Zwenke, een financieel zwakke vrouw die vaak afhankelijk was van de diaconie, zich de oranje parafernalia kon veroorloven en ze gratis kon verspreiden. Het eindrapport van de commissie suggereerde dat Keet Zwenke en Kaat Mossel mogelijk door de orangistische hofkliek werden betaald. Ondanks dit rapport werd Zwenke op 28 april 1785 vervroegd vrijgelaten, in tegenstelling tot Kaat Mossel. Na haar vrijlating kwam het niet meer tot vervolging.
- Biografisch Portaal: 92942197
- Nederlandse Thesaurus van Auteursnamen: 406495882
- Virtual International Authority File: 4627147270557635700007